# Ладрон де Гевара, Диего
Диего Ладрон де Гевара Ороско Кальдерон (исп. Diego Ladrón de Guevara Orozco Calderón; 1641, Сифуэнтес, Испания — 9 сентября 1718, Мехико) — католический епископ, испанский колониальный чиновник, вице-король Перу с 1710 по 1716 год.
Диего Ладрон де Гевара получил богословское образование в университете Алькала в Хенаресе, впоследствии он стал профессором права. Затем он некоторое время преподавал в университете Сигуэнсы.
В 1689 году он был назначен епископом Панамы, входившей тогда в вице-королевство Перу. В том же году он был заключён в тюрьму по приказу генерал-губернатора Панамы из-за возникших между ними неприязненных отношений. В 1695 году он был назначен на пост президента аудиенции Панамы, он совмещал этот пост с епископским.
В 1699 году Диего Ладрон был назначен епископом Аякучо, там им был открыт университет Сан Кристобаль ду Уаманта, в котором он стал первым ректором. В 1703 году он был назначен епископом Кито, а в 1710 году — вице-королём Перу.

## Вице-король
На посту вице-короля он заменил Мигеля Нуньеса де Санабриа, который занимал этот пост на временной основе. От Нуньеса Диего Ладрон получил запечатанный конверт с инструкциями от Мануэля Омса, предыдущего вице-короля, в случае смерти которого новый вице-король должен был получить инструкции.
На своём посту он принял меру к увеличению производства серебра на шахтах в Потоси, а также на других шахтах в Сан-Николаса. Он также значительно ограничил выпуск местного самогона агуардиенте из сахарного тростника, существенно повысив налоги производителям.
Несмотря на Утрехтский мир, Диего Ладрон всё равно был вынужден принимать меры по укреплению вице-королевства от нападения каперов. Британцам же этот мир позволил посылать торговые суда на ярмарку в Портобелло. Также в его правление вспыхнуло восстание рабов в одной из гасиенд около Лимы.
При нём началась реконструкция кафедрального собора Лимы и начато строительство множество других церквей и монастырей. Также была основана кафедра анатомии в университете Сан-Маркос.

## Последующая жизнь
В 1716 году он был осуждён за растрату и многочисленные нарушения и отправлен в отставку. Диего Ладрон отправился в Новую Испанию (современная Мексика), где он договорился о переносе праха своего предка, второго епископа Юкатана, Диего де Ланда в Испанию.
9 сентября 1718 года Диего Ладрон скончался в Мехико и был похоронен там же, в кафедральном соборе города.